# Gaita de boto
La Gaita de boto és un instrument de vent de llengüeta doble pertanyent al folklore aragonès. La seva utilització i fabricació estava gairebé extinta a finals dels anys 70 del segle xx, quan va començar el seu procés de recuperació, el 1978. Avui en dia existeixen diversos constructors d'aquest instrument, diverses escoles i associacions de gaiters, més d'una desena de grups de folk aragonès que la inclouen en la seva música i, el que és més important, centenars de gaiters en el territori aragonès.

## Estructura
La gaita de boto consta de:
- un bot o botons per a emmagatzemar aire,
- un bufador o bufador per omplir el boto d'aire,
- un clarín (equivalent al punter) per articular la melodia,
- un bordó (equivalent al roncón) que produeix un baix continu, i
- una bordoneta, de constitució anàloga al bordó però produint una nota una octava més aguda.

El boto és tradicionalment de pell de cabra i generalment voluminós. En el forat corresponent al coll de la cabra es lliga un cep amb dos forats on es disposen en paral·lel (és l'única gaita de la península en la qual això passa) el clarí i la bordoneta. Lligats a les extremitats superiors se situen els ceps del bordó i del bufador. La col·locació del bordó també és particular, ja que se situa sota el braç dret del gaiter davant de la coneguda estètica gallec-asturiana d'emplaçar per sobre l'espatlla. El boto està cobert per un vestit i s'assembla a un vestit de nena, ja que sol ser de colors estampats, amb coll i mànigues per a les extremitats del bot ia més sol acabar en volants. Segons tradició en record d'un músic que en homenatge a la seva filla morta va vestir l'instrument amb un dels vestits de la nena. Els bordons tenen reforços d'estany o banya i qualsevol dels tres tubs sonors (bordó, bordoneta o clarín) pot, segons gustos, supersticions o preferències del gaiter) anar folrat de pell de serp.

## Característiques sonores
El clarín admet digitació oberta i semitancada. L'habitual és tocar-la en tonalitat de Do permetent el to menor corresponent (La menor), ja que el rang de notes que produeix el clarí va des d'un Si fins a un Do una vuitena més agut. El bordó llavors estarà afinat en Do, igual que la bordoneta (encara que aquesta estigui afinada una octava més aguda que aquell). Si bé en l'actualitat es poden trobar afinades en Re o en Si.

## Utilització
La gaita de boto s'utilitzava tradicionalment per a l'acompanyament de dances i balls rituals. Actualment segueix utilitzant-se en aquests casos, ús afavorit per la recuperació i restauració d'antics dances ja gairebé perduts. No obstant això la gaita de boto ha assolit la seva major popularitat per l'aparició de grups de folk aragonès que la utilitzaven en les seves composicions. Grups com Ixo Rai!, Comando Cucaracha, La Ronda de Boltaña, Somerondón, L'Orquestina del Fabirol, Lurte o Biella Nuei han fet de la gaita aragonesa un instrument admirat pels "folkies" de dins i fora d'Aragó. Tradicionalment ha actuat com a instrument solista. També es tocava juntament amb la trompa de Ribagorça fins entrat el segle xx. Després de la seva recuperació, la gaita s'ha tocat sovint en conjunts de dolçaina i tambor, i acompanyant ja amb tot tipus d'instruments acústics i elèctrics en diversos grups de "folk".